# Dubioniscus insularis
Dubioniscus insularis là một loài chân đều trong họ Dubioniscidae. Loài này được Vandel miêu tả khoa học năm 1972.